# Língua picarda

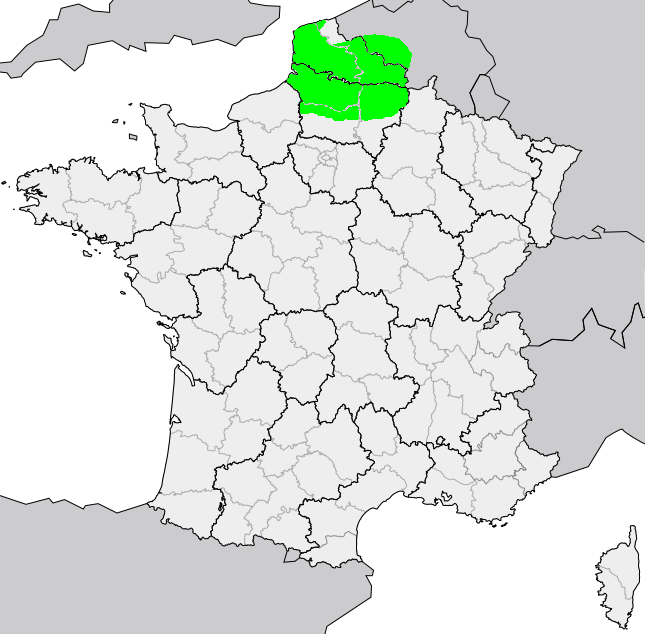
Área de distribuição do picardo.

Picardo é uma língua ou um grupo de línguas muito relacionadas à língua francesa, sendo assim um grande grupos das línguas românicas. É falada em duas regiões do norte da França, Nord-Pas-de-Calais e Picardia e em partes da Bélgica, na Valônia, Tournai (Hainaut) e em parte do distrito de Mons.

## Nomes
O picardo é conhecido por muitos nomes, como Chtimi ou Chti, ou Rouchi. A língua também é chamada de patois.

## Amostra de texto
Picardo
Tos lès-omes vinèt å monde lîbes èt égåls po çou qu'èst d' leû dignité èt d' leûs dreûts. Leû re°zon èt leû consyince elzî fe°t on d'vwér di s'kidûre inte di zèle come dès frès.
Português
Todos os seres humanos nascem livres e iguais em dignidade e direitos. São dotados de razão e consciência e devem agir em relação uns aos outros com espírito de fraternidade. (artigo 1 - Declaração Universal Direitos Humanos)

### Aprender Picardo
- René Debrie, Le cours de picard pour tous - Eche pikar, bèl é rade (le Picard vite et bien). Parlers de l'Amiénois. Paris, Omnivox, 1983 (+ 2 cassettes), 208p.
- Alain Dawson, Le picard de poche. Paris : Assimil, 2003, 192p.
- Alain Dawson, Le "chtimi" de poche, parler du Nord et du Pas-de-Calais. Paris : Assimil, 2002, 194p.
- Armel Depoilly (A. D. d'Dérgny), Contes éd no forni, et pi Ramintuvries (avec lexique picard-français). Abbeville : Ch'Lanchron, 1998, 150p.
- Jacques Dulphy, Ches diseux d'achteure : diries 1989. Amiens : Picardies d'Achteure, 1992, 71p. + cassette
- Gaston Vasseur, Dictionnaire des parlers picards du Vimeu (Somme), avec index français-picard (par l'équipe de Ch'Lanchron d'Abbeville). Fontenay-sous-Bois : SIDES, 1998 (rééd. augmentée), 816p. (11.800 termes)
- Gaston Vasseur, Grammaire des parlers picards du Vimeu (Somme) - morphologie, syntaxe, anthropologie et toponymie. 1996, 144p.

### Áudio
http://ches.diseux.free.fr/sons/d85.mp3
http://ches.diseux.free.fr/diri/dir85.htm
Centre de Ressources pour la Description de l'Oral (CRDO) ( http://www.language-archives.org/language/pcd )